# Санскрит
Санскри́т (деванаґарі: संस्कृता वाक्, saṃskṛtā vāk IAST, «майстерно створена мова»; санскр. संस्कृतम् saṃskṛtam, МФА: [ˈsɐ̃skr̩tɐm] ( прослухати)) — стародавня літературна мова зі складною синтетичною граматикою. Сформувалася в Давній Індії, але використовується й досі. Належить до індоєвропейської сім'ї мов. Санскрит був та залишається мовою вчених, священників та культури. Вік ранніх пам'яток доходить до трьох з половиною тисяч років; тобто за віком серед індоєвропейської сім'ї санскрит поступається лише хеттській мові.

## Особливості
Класичний санскрит є стандартом, граматика якого була записана Паніні. Докласична форма відома під назвою Ведійський санскрит. Ним написана «Риґведа». Виділяють також проміжний ступінь — епічний санскрит.
Санскрит уже в середині I тисячоліття до н. е. не був розмовною мовою, але традиція розмовляти на санскриті ніколи не переривалася. У давні й середні віки він залишався мовою науки, засобом спілкування між освіченими людьми різного етнічного походження, на кшталт латини в середньовічній Європі. Таку роль він не втратив і дотепер. З посиленням індуїзму і занепадом буддизму й джайнізму, що почалися в перші століття нової ери, санскрит як світська мова набуває дедалі більшого поширення.
Перший великий епіграфічний документ на санскриті — Джунаґадгський надпис Рудрадамана (близько 150 р. до н. е.). Поступово офіційні надписи, дарчі й посвячувальні грамоти почали складатись лише на санскриті. Певною мірою санскрит проник і в державне діловодство. До V–VI ст. він рішуче витіснив усі інші писемні мови, навіть буддійська й джайнська література писалася переважно санскритом.
Особливо велике значення мала фіксація на санскриті в перші століття нашої ери великих епічних поем «Магабгарата» й «Рамаяна», і це само по собі було визнанням зростаючого значення санскриту. Багато давніх переказів і епізодів, що увійшли в поеми, ходили спочатку в народі, очевидно, розмовними мовами й при включенні в поеми перекладались або переказувались санскритом і зберігались для нащадків. Подальше існування цих поем, складених санскритською мовою, за широкої популярності в народі своєю чергою сприяло живучості санскриту як літературної мови.

## Назва
У традиційній для Європи вимові слова «санскрит» голосний звук ṛ передано складом [ри]. Значення слова संस्कृत saṃskṛta — «літературний» — протиставляє цю мову народним, нелітературним пракритам. Сама назва нічого не говорить про національну приналежність мови, бо в Стародавній Індії, найімовірніше, ще не могли знати, що окрім індійської існують інші літературні мови. У наш час довелося б називати цим словом будь-яку мову, додаючи уточнення, що вказує на національну приналежність.
Загалом назва «санскрит» досить недавня, протягом багатьох століть цю мову називали просто वाच (vāc) IAST або शब्द (śabda) IAST «слово, мова», розцінюючи її як єдину можливість мовлення. Кілька метафоричних найменувань, таких як गीर्वाण भाषा (gīrvāṇabhāṣā) IAST «мова богів» вказують на її виключно релігійний характер.

## Поширення
Санскрит був поширений у Північній Індії як одна з мов наскельної епіграфіки з I століття до н. е. Санскрит слід розглядати не як мову певного народу, а радше як мову певної культури, поширену виключно в середовищі соціальної еліти. У ранній античний час санскрит вживався як спільна мова верстви жреців, тоді як правляча еліта воліла розмовляти пракритом. Остаточно санскрит стає мовою правлячої еліти вже в пізній античний час, в епоху Ґуптів (IV–VI ст. н. е.), про що свідчить повне витіснення пракриту з наскельної епіграфіки цього часу, а також розквіт літератури на санскриті. Історики вважають, що основна маса санскритської літератури була написана саме в епоху Ґуптської імперії.
Ця санскритська культура представлена насамперед індуїстськими релігійними текстами. Так само, як латина та грецька мова на Заході, санскрит на Сході в наступні століття став мовою міжкультурного спілкування вчених і релігійних діячів. До сьогодні ця мова є однією з 22-х офіційних мов Індії. Граматика санскриту надзвичайно складна й архаїчна. Вважається, що санскрит є однією із найяскравіше виражених флективних мов світу. Лексика санскриту багата й стилістично різноманітна.

## Вплив на інші мови та культури. Писемності
Санскрит безпосередньо вплинув на розвиток мов Індії (насамперед у лексиці) та на деякі інші мови, які опинилися у сфері санскритської або буддійської культури (мова каві, тибетська мова). В Індії санскрит використовується як мова гуманітарних наук та релігійного культу, у вузькому колі — як розмовна мова. Санскрит послуговувався різними типами писемності, що походять від брагмі: кхароштхі, кушанське письмо, ґупта, наґарі, деванаґарі та інші (зараз для санскриту використовується лише деванаґарі). На санскриті написані твори художньої, релігійної, філософської, юридичної та наукової літератури, що вплинули на культуру Південно-Східної та Центральної Азії, а також Європи.

## Історія
Санскрит належить до індо-іранської гілки індоєвропейської мовної сім'ї. Він вплинув на мови північної Індії, такі як гінді, урду, бенґалі, маратхі, кашмірська мова, пенджабі, непальська й навіть ромська.
Всередині великої індо-європейської мовної сім'ї санскрит зазнав тих самих звукових змін, що й усі інші мови групи satem (ці зміни особливо добре простежуються також у балтійських, слов'янських, давньогрецькій та вірменській мовах), хоча індоіранські мови поділяють також ряд характерних спільних рис з фракійською та албанською мовами. Аби дати пояснення загальним рисам, властивим санскриту та іншим індоєвропейським мовам, багато вчених дотримуються теорії міграції, стверджуючи, що споконвічні носії мови-предка санскриту прийшли в сучасні Індію й Пакистан з північного заходу приблизно на початку II тисячоліття до н. е. Доказом цієї теорії є близька спорідненість індо-іранських мов з балтійськими й слов'янськими мовами, наявність у них мовних запозичень з неіндоевропейских фіно-угорських мов, а також наявність загальних індоєвропейських слів для позначення флори і фауни.
Вивчення багатьох індійських або средньоіндо-арійських мов призводить до висновку про існування в Античності на півночі Індії паралельно із санскритом принаймні ще однієї індо-арійської мови, яка ймовірно могла передати сучасній мові гінді частину свого словника й фонетичного складу, успадкованого від спільного із санскритом джерела, але не присутнього в санскриті. Або ж можна говорити про мовні рівні (властиві певним соціальним верствам, наприклад касті торговців).
Судячи з виявлених у країні хетів документів, складених ще однією індо-європейською мовою (а саме хетською), що має декілька індо-арійських слів-іменників (терміни конярства), а також особових імен (теоніми), варто зазначити, що в західній Азії ще в XIV ст. до н. е. послуговувалися однією з форм індо-арійської мови. Проте, аналізуючи свідчення про індіанізацію Малої Азії в епоху бронзової доби, багато лінгвістів доходять висновку, що тут має йтися не про «давньоіндійську» мову або, як її ще називають, «давню індо-арійську», а про якусь форму індо-іранської мови, вживаної на певному культурному рівні або про мову релігійних церемоній, близьку до доведичного санскриту. Іншими словами, поширенню давньоіндійської мови могла сприяти певна соціо-культурна група, що розмовляла загальною індо-іранською мовою й складалася з торговців і кінних найманців та ювелірів, що мали справу з лазуритом, наявним не тільки в Месопотамії, а й у Єгипті та Середній Азії, де ця група змішалася з ассирийскими торговцями, а також з хурритами, котрі спустилися з передгір'я Кавказу до Сирії й Кілікії (імперія Мітанні на території північної Сирії, держава лувітів Кіццуватна в Кілікії).

### Ведійський санскрит

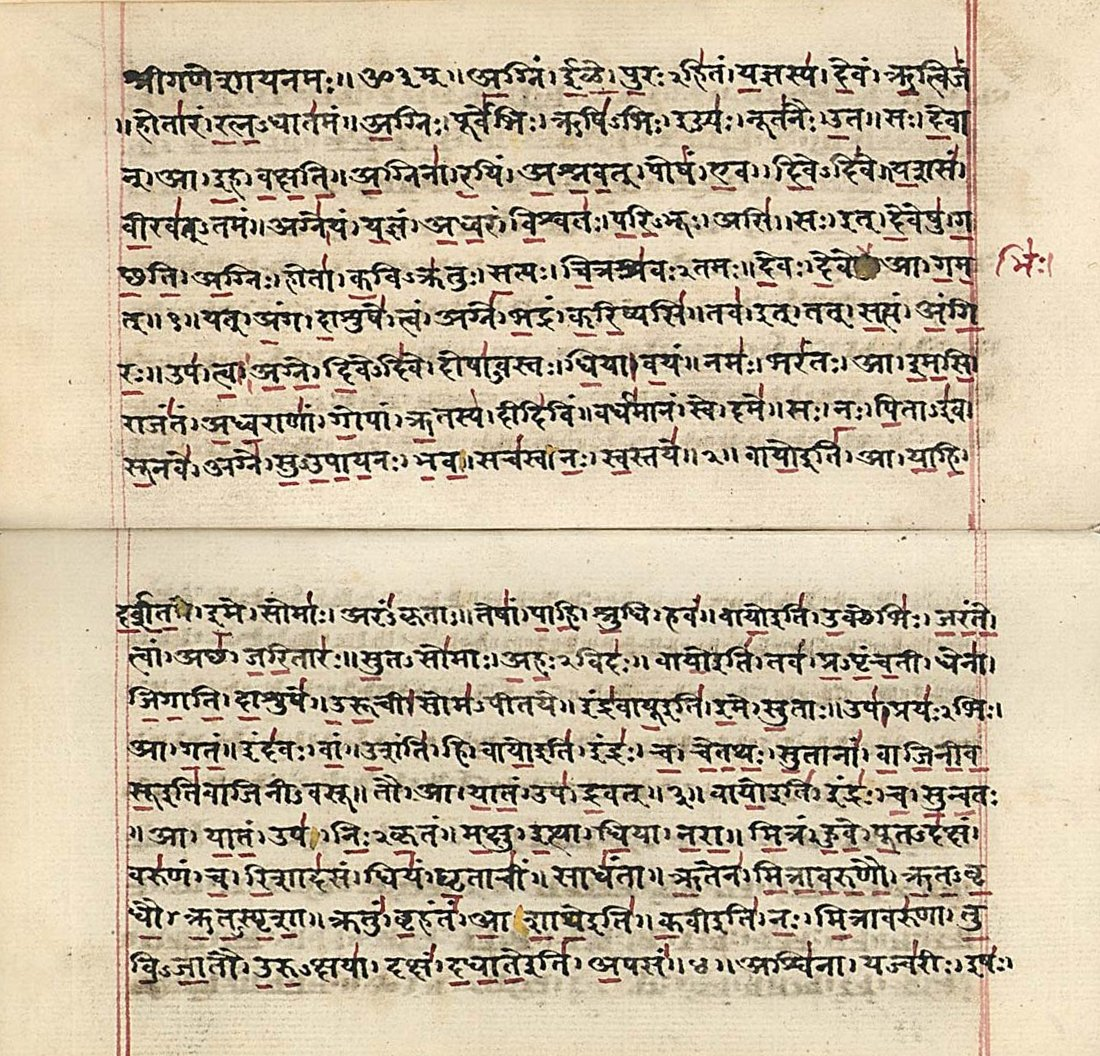
Текст «Риґведи» на санскриті

Ведійський санскрит, або ведійська мова є мовою визначних пам'яток давньоіндійської літератури, що включають збірки гімнів, жертовних формул «Риґведа» ऋग्वेद, «Самаведа» सामवेद, «Яджурведа» यजुर्वेद, «Атгарваведа» अथर्ववेद й релігійних трактатів (упанішади). Велика частина цих творів написана так званою «середньоведійською» та «нововедійською мовами», за винятком «Риґведи», мова якої може розглядатися як найдавніша форма ведійського санскриту. Мова Вед відстоїть від класичного санскриту приблизно на такий же проміжок часу, як грецька мова епохи Гомера — від класичної давньогрецької мови. Давньоіндійський лінгвіст Паніні (близько V століття до н е.) вважав ведійський та класичний санскрит різними мовами. Зараз багато вчених розглядають ведійський (давніший) та класичний санскрит як різні діалекти. Але загалом ці мови дуже схожі.
З ведійських пам'яток найдавнішою визнана «Риґведа», найпізнішою — упанішади. Надзвичайно важко датувати саму «Риґведу», а отже, і початок історії власне ведійської мови: священні тексти в ранню епоху свого існування промовлялися вголос і їх заучували напам'ять (що робиться й досі). Зараз лінгвісти виділяють у ведійській мові багато історичних страт. Дев'ять перших книг «Риґведи» можна умовно назвати написаними «давньоведійською мовою».
Недавні дослідження харапських печаток дозволяють припустити, що найдавніші частини «Риґведи» були написані близько 3900 до н. е., ще до розквіту цивілізації долини Інду, що стався в 2500 роках до н. е. Зокрема, Веди містять описи різних затемнень, які можна точно датувати, крім того перші книги Вед зовсім не згадують про метал, а про коней ідеться як про жертовних тварин. Ця архаїчна й малоупорядкована мова є найближчою до загальної індо-європейської прамови, за винятком лише анатолійських мов (переважно хеттської та лувійської), що є особливо цінним фактом для лінгвістики, яка має можливість проаналізувати весь обсяг відомих текстів, граматику й весь словниковий склад. І хоча не збереглося жодного письмового свідчення епохи створення Вед, вчені впевнені, що усна передача цих текстів цілком достовірна. Тексти Вед використовувалися в численних релігійних церемоніях і ритуалах, тож бездоганне промовляння цих текстів розглядалося як найважливіша складова всього релігійного культу.

### Поява пракритів
Поява пракритів достеменно не датована. Деякі дослідники стверджують, що окремі практритські елементи помітні навіть у ведійській мові «Риґведи». Найстаріша відома нам література на пракритах належить до V ст. до н. е., коли почали формуватися буддійський та джанський канони. У той же час у ці літератури, за твердженням К. Р. Нормана, були включені окремі вірші, що передували виникненню буддизму, та, ймовірно, належать до VI ст. до н. е.
Один з пракритів — палі, став священною мовою буддистського напрямку тхеравада й відтоді практично не еволюціонував. У такому законсервованому вигляді ця мова використовується в релігійних текстах аж до сьогодні. Релігія джайнізму викладена іншим пракритом — ардгамаґадгі[недоступне посилання з липня 2019], який зберігся в численних джерелах.
Так само до пракритів належала адміністративна мова імперії Ашоки. Декілька пракритських діалектів збереглися в «написах Ашоки». Пракрити дали народження великій кількості індо-арійських мов, присутніх на індійському субконтиненті. Усі вони походять від одного індо-арійського кореня, і кожна з цих мов зазнала своєї власної еволюції й має власну долю. Зокрема, від пракритів утворилися такі сучасні мови як гінді, пенджабі та бенгалі.
У пізніший період інші пракрити (маґадгі, шяурасені та ін.) використовувалися в санскритських драмах для передачі прямої мови жінок, прислужників та інших представників нижчих щаблів соціальної ієрархії, натомість головні герої — чоловіки, кшатрії та брагмани говорили в цих п'єсах на санскриті.

### Епічний санскрит
Епічний санскрит — це мова «Магабгарати» та «Рамаяни», формування яких починається в останні століття до нової ери. Відхилення мови епосу від викладеної в праці Паніні загальноприйнятої мови пояснюють не тим, що ця мова виникла до Паніні, а «інноваціями», які відбулися під впливом пракритів. Традиційні санскритські вчені називають такі відхилення ārṣa आर्ष, тобто такими, які сталися завдяки риши, як традиційно називали стародавніх авторів. У певному сенсі, епос містить більше «пракритизмів» (запозичень із загальновживаної мови), ніж власне класичний санскрит. Також і буддистський гібридний санскрит був літературною мовою епохи середньовічної Індії, що мала своєю основою ранні буддистські тексти, написані пракритом, який згодом поступово асимілювався класичним санскритом.

### Класичний санскрит
Норматив класичного санскриту був заданий у IV ст. до н. е. працею «Аштадг'яї» (अष्टाध्यायी aṣṭādhyāyī «Восьмикнижжя») Паніні. Структурно трактат Паніні є повним аналогом сучасних лінгвістичних робіт; сучасній науці довелося йти до цього через тисячоліття свого розвитку.
Перша критика пракритів з'являється в II столітті до н. е. в коментарях Патанджалі, зроблених ним до граматики Паніні (в його праці «Магабгаш'я»). У цій роботі коментатор доводить, що санскрит залишається живою мовою, проте існує загроза витіснення його діалектними формами. Таким чином, у трактаті визнається існування пракритів, але вживання розмовних форм мови суворо засуджується, тоді як запис граматичних норм ще більше стандартизується. Саме з цього моменту санскрит остаточно застигає у своєму розвитку, перетворюючись на класичний санскрит, який позначається також терміном saṃskṛta, що можна перекласти як «закінчений, завершений; абсолютно відшліфований» (таким само епітетом описуються й різні страви). Щоправда, сам Патанджалі не вживає цього терміна.
Згідно з видатним індійським лінгвістом Бголнатхом Тіварі, у класичному санскриті було чотири основних діалекти: пашчімоттарі (paścimottarī — північно-західний, який також називають північним або західним), мадг'ядеші (madhyadeśī — букв. «центральна країна»), пурві (pūrvi — східний) та дакшині (dakṣiṇī — південний, що з'явився в класичний період). Попередники перших трьох діалектів були присутні в брагманах Вед, з яких перший розглядався як найчистіший (Каушитакі-брагмана 7.6).
З початком християнської ери санскрит більше не вживається у своєму природному вигляді, він існує тільки у вигляді граматик і більше не еволюціонує. Санскрит стає мовою богослужінь та мовою приналежності до певної культурної спільноти. Він також часто використовується як «лінгва-франка» й літературна мова, що вживається навіть такими народами, які розмовляють мовами, зовсім не спорідненими з давньоіндійською, як, наприклад, дравідійські народи). Такий статус санскриту існував до того часу, поки близько XIV століття для письма не почали використовувати нео-індійські мови, що виникли на основі пракритів, а перехідний період тривав аж до XIX століття, коли санскрит був повністю витіснений з літератури національними мовами Індії.
Цікавою в плані мовних контактів санскриту є історія тамільської мови. Тамільська мова належить до дравідійської мовної сім'ї й не має жодних генетичних зв'язків із санскритом, проте також належить до дуже давньої культури. Уже з перших століть нашої ери тамільська почала конкурувати із санскритом та впливати на нього, свідченням чого є деякі тамільські запозичення в санскриті, що збереглися в його класичному варіанті.

### Епоха відмирання санскриту
Численні соціолінгвістичні дослідження вживання санскриту в мовленні виразно вказують на те, що його усне використання ставало дедалі обмеженішим, і сама мова більше не мала розвитку. Ґрунтуючись на цьому факті, багато вчених роблять висновок, що санскрит став «мертвою мовою», хоча саме визначення цього поняття є спірним.
Витіснення санскриту з використання в літературі та політичних колах було пов'язане з ослабленням інститутів влади, що підтримували його, а також із конкуренцією з розмовними мовами, носії яких прагнули розвивати свою власну національну літературу. Численні регіональні варіації цього процесу викликали неоднорідність зникнення санскриту на індійському субконтиненті. Наприклад, після XIII століття в деяких областях Віджаянагарської імперії в ролі літературної мови поряд із санскритом використовувалася кашмірська мова, але санскритські праці не мали ходіння за її межами, і навпаки, книги, написані мовами телугу та каннада, були широко поширені на всій території Індії.
Але незважаючи на доведену «смерть» санскриту та використання національних мов у літературі, санскрит продовжував використовуватися в письмовій культурі Індії, і той, хто міг читати місцеві мови, міг також читати й санскрит. Тут «смерть мови» означає, що санскрит більше не вживався для опису подій і явищ сучасної епохи. Натомість його вживання обмежувалося «перефразуванням і переписуванням» вже наявних ідей, а творчість на санскриті зводилася до складання релігійних гімнів і віршів.

## Історія вивчення в Європі
У XVII столітті великий внесок у вивчення санскриту зробив німецький місіонер Генріх Рот (1620–1668), який багато років прожив у Індії. У 1660 році він закінчив свою написану латинською мовою книгу «Grammatica linguae Sanscretanae Brachmanum Indiae Orientalis». Після повернення Генріха Рота до Європи були опубліковані частини його праць і лекцій, але головна праця з граматики санскриту так і не вийшла друком (рукопис досі зберігається в Національній бібліотеці в Римі).
Вивчення санскриту в Європі почалося з кінця XVIII століття. У 1786 році санскрит відкрив для Європи Вільям Джонс (до цього, в 1767 році, санскрит був описаний французьким єзуїтом Кердо, а згодом німецьким місіонером Ханкследеном (1681–1731), але їхні праці були опубліковані вже після робіт Вільяма Джонса). Знайомство з санскритом зіграло на початку XIX століття вирішальну роль у створенні порівняльно-історичного мовознавства

### Санскритологія в Україні
Академічне вивчення й викладання санскриту в Україні розпочалося в першій третині XIX ст. завдяки переїзду в 1829 році до Харківського університету доктора філософії Ляйпциґського уніерситету І. Дорна (1805—1881). Відтоді санскритологія розвивалася в Україні аж до 1917 року. Зокрема, у 1873 році в Харківському університеті була видана (вперше на теренах Російської імперії) санскритська граматика. Крім згаданого університету вивчення й викладання санскриту відбувалося також в Одеському, Київському і Львівському університетах та Ніжинському ліцеї (з 1875 року — Історико-філологічний інститут). У 20-х роках XX ст. Павло Ріттер переклав деякі санскритські тексти українською мовою  У 1920-ті, а особливо в 1930-ті роки індологічні студії в радянській Україні стали повністю залежними від внутрішньої політики радянського керівництва. Після смерті П. Ріттера, репресованого НКВС, фаховий інтерес українських науковців до санскритології було придушено на багато десятиліть. Надалі (до 1990-х років включно) відома лише короткочасна спроба М. Кнороза відновити санскритологію у Львівському національному університеті наприкінці 1950-х років.
Відновлення викладання санскриту відбулося в січні 1994 року на гуманітарному факультеті Національного університету «Києво-Могилянська академія» (викладач — К. В. Довбня). З осені 1995 року на курсах фонду «Далекий Схід» санскрит викладав Д. О. Луценко.
У 2006 році в журналі «Філософська думка» (№ 6) було опубліковано переклад фрагменту (I.1.1–48) «Вайшєшика сутр» Канади, виконаний Юрієм Завгороднім і Дмитром Луценком, які наголошували на необхідності перекладів, виконаних українською мовою безпосередньо із санскриту. З 2016 року журнал «Східний світ» Інституту сходознавства Академії наук України публікує українські переклади класичних санскритських текстів, виконані Д. В. Бурбою — «На́рада-бгакті-сутр», «Чарака-самгіти», «Бгаґавадґіти», «Ґіта-артха-санґраги».
Сучасний санскритолог з Харкова А. Г. Сафронов публікує власний переклад із санскриту на російську «Йога-сутр» Патанжалі у вигляді блогу.

#### Дослідження санскриту в Росії
У Росії дослідження санскриту було пов'язане з діяльністю вчених-мовознавців Петербурга та Москви й розвивалося в лінгвістичному напрямку, чому сприяло видання в другій половині XIX століття німецькою мовою так званих «Петербурзьких словників» (великого й малого), укладених німецькими санскритологами Бетлінгком і Ротом. «Ці словники склали еру у вивченні санскриту… Вони стали основою індологічної науки на ціле століття». Помітний внесок у вивчення санскриту внесла д. ф. н., професор МГУ В. А. Кочергіна — авторка «Санскритсько-російського словника» та «Підручника санскриту».

## Фонетика
Санскрит має 36 фонем, а разом з алофонами — 48. Важливою особливістю мови є смислорозрізнювальна довгота голосних.

### Наголос
У ведійському санскриті був рухливий тонічний наголос, який позначався графічно. У пізніші періоди перестали використовувати знаки наголосу, а давній тонічний наголос поступово втратився. Таким чином, місце давнього наголосу відоме лише для слів, зафіксованих у Ведах.
За свідченням А. А. Залізняка, при сучасному усному відтворенні санскриту (крім віршованих текстів) до нього зазвичай застосовують латинське правило наголосу, а саме: у двоскладових словах наголос робиться на першому складі; у багатоскладових — на передостанньому складі, якщо голосна цього складу довга або якщо вона відокремлена від голосної наступного складу більш ніж однією приголосною, у решті випадків — на третьому від кінця складі.

### Фонетична транскрипція й транслітерація
Для фонетичного відображення особливостей творення звуків усіх мов світу Міжнародна фонетична асоціація розробила на основі латинського алфавіту Міжнародний фонетичний алфавіт (МФА), у якому кожному звуку або сегменту мови ставиться у відповідність окремий знак.
Натомість транслітерація — механічна передача тексту й окремих слів, які записані однією графічною системою, засобами іншої графічної системи при другорядній ролі звукової точності, тобто передача однієї писемності літерами іншої. Для транслітерації санскриту міжнародним науковим стандартом є система IAST (International Alphabet of Sanskrit Transliteration). У тих країнах, де послуговуються кирилицею, неоіндуїстські групи нерідко використовують кириличну кальку з IAST. Для користувачів Інтернету зручнішими можуть бути інші системи транслітерації, такі як ITRANS, у яких використовуються лише ті символи, що є на стандартній англійській клавіатурі. Хоч би як, але транслітерований санскритський текст — це текст, написаний за правилами санскритської граматики, у якому літери алфавіту деванагарі замінені літерами та буквосполученнями іншого алфавіту з можливим використанням діакритичних знаків. Оскільки санскритський правопис засновано на принципі «як вимовляється, так і пишеться», транслітерація за IAST водночас є одним з видів фонетичної транскрипції санскриту, тому санскритологам немає необхідності використовувати МФА.

### Голосні
| короткі    | короткі | короткі | довгі      | довгі | довгі |
| ---------- | ------- | ------- | ---------- | ----- | ----- |
| Деванаґарі | МФА     | IAST    | Деванаґарі | МФА   | IAST  |
| अ          | [ɐ]     | a       | आ          | [ɑː]  | ā     |
| इ          | [i]     | i       | ई          | [iː]  | ī     |
| उ          | [u]     | u       | ऊ          | [uː]  | ū     |

Санскритські a, u вимовляються як українські а, у. Довгі ā, ū звучать удвічі довше. Довге санскритське ī схоже на звук [і] в українському слові лінощі, а коротке санскритське i нагадує щось середнє між українськими ненаголошеними звуками [і] та [и].
| ओ | [oː] | o | औ | [əu] | au |
| ए | [eː] | e | ऐ | [əi] | ai |

Санскритські е, о є довгими звуками, однак у транслітерації за IAST рисочка над ними не ставиться, оскільки відповідних коротких звуків немає. Санскритські дифтонги ai, au схожі на дифтонги в нім. fein, Haus, англ. fine, hause.
| короткі | короткі | короткі | довгі | довгі | довгі |
| ------- | ------- | ------- | ----- | ----- | ----- |
| ऋ       | [ɻ]     | ṛ       | ॠ     | [ɻː]  | ṝ     |
| ऌ       | [ɭ]     | ḷ       | ॡ     | [ɭː]  | ḹ     |

Складотворче ṛ схоже на звук [р] у російському слові бодрствуй; звук ṝ удвічі довший. Звук ḷ схожий на складотворче l в англійському слові settled. (Звук ḹ на практиці не зустрічається.)

#### Зведена таблиця
| Окремі голосні | Голосні після приголосної प् p | Вимова      | Вимова з p    | IAST | ITRANS | Приклад                            |
| -------------- | ----------------------------- | ----------- | ------------- | ---- | ------ | ---------------------------------- |
| अ              | प                             | [ɐ] або [ə] | [pɐ] або [pə] | a    | a      | avalokiteśvara अवलोकितेश्वर            |
| आ              | पा                             | [ɑː]        | [pɑː]         | ā    | A      | ātman आत्मन्                         |
| इ              | पि                             | [i]         | [pi]          | i    | i      | indra इन्द्र                         |
| ई              | पी                             | [iː]        | [piː]         | ī    | I      | īra ईर вітер                       |
| उ              | पु                             | [u]         | [pu]          | u    | u      | upaniṣad उपनिषद् упанішада           |
| ऊ              | पू                             | [uː]        | [puː]         | ū    | U      | ūma ऊम друг                        |
| ऋ              | पृ                             | [ɻ]         | [pɻ]          | ṛ    | R      | ṛgveda ऋग्वेद                        |
| ॠ              | पॄ                             | [ɻː]        | [pɻː]         | ṝ    | RR     | bhrātṝn ध्रातॄन братів (зн. відмінок) |
| ऌ              | पॢ                             | [ɭ]         | [pɭ]          | ḷ    | LR     | kḷpta क्लृप्त довершений              |
| ॡ              | पॣ                             | [ɭː]        | [pɭː]         | ḹ    | LRR    |                                    |
| ए              | पे                             | [eː]        | [peː]         | e    | e      | eva एव саме так                    |
| ऐ              | पै                             | [əi]        | [pəi]         | ai   | ai     | airāvata ऐरावत Айравата             |
| ओ              | पो                             | [oː]        | [poː]         | o    | o      | oṣadhi ओषधि лікарська трава         |
| औ              | पौ                             | [əu]        | [pəu]         | au   | au     | aurṇa और्णषधि вовняний               |

### Приголосні
Особливістю санскриту є наявність придихових приголосних. Індоєвропейські придихові проривні (зімкнені) ще в спільнослов'янській мові на ранньому етапі її розвитку, а можливо навіть у період балто-слов'янської єдності, змінились у звичайні проривні приголосні. Придихові звуки відрізняються від відповідних непридихових тим, що головний проривний елемент супроводжується тут слабким звуком на кшталт англ. h — глухим після глухого головного елемента (kh, ch, ṭh, th, ph) і дзвінким після дзвінкого (gh, jh, ḍh, dh, bh). Тобто придихові вимовляються так, як відповідні непридихові, але супроводжуються видихом. Хоча в транскрипції звуки передаються двома знаками (диграфами), вимовляти їх треба як один звук.
Якщо після приголосної немає ніякого знака, вважається, що за приголосним звуком іде a. Для позначення відсутності а внизу після приголосної ставиться значок вірама, наприклад: क (ka) і क् (k). (У двох наступних таблицях вірама опущена, щоб не захаращувати клітинки).
За А. А. Залізняком: шумні зімкнені (глухі й дзвінкі), сонанти (носові, неносові), шумні фрикативні (глухі, дзвінкі)
|                | глухі непри-дихові | МФА | IAST | глухі при-дихові | МФА  | IAST | дзвінкі непри-дихові | МФА | IAST | дзвінкі приди-хові | МФА  | IAST | носові | МФА | IAST | нено-сові | МФА | IAST | глухі | МФА  | IAST | дзвінкі | МФА | IAST |
| глоткові       |                    |     |      |                  |      |      |                      |     |      |                    |      |      |        |     |      |           |     |      | :     | [h]  | ḥ    | ह       | [ɦ] | h    |
| задньо-язикові | क                  | [k] | k    | ख                | [kʰ] | kh   | ग                    | [ɡ] | g    | घ                  | [ɡʱ] | gh   | ङ      | [ŋ] | ṅ    |           |     |      |       |      |      |         |     |      |
| пала-тальні    | च                  | [c] | c    | छ                | [cʰ] | ch   | ज                    | [ɟ] | j    | झ                  | [ɟʱ] | jh   | ञ      | [ɲ] | ñ    | य         | [j] | y    | श     | [ɕ]* | ś    |         |     |      |
| цереб-ральні   | ट                  | [ʈ] | ṭ    | ठ                | [ʈʰ] | ṭh   | ड                    | [ɖ] | ḍ    | ढ                  | [ɖʱ] | ḍh   | ण      | [ɳ] | ṇ    | र         | [r] | r    | ष     | [ʂ]  | ṣ    |         |     |      |
| зубні          | त                  | [t] | t    | थ                | [tʰ] | th   | द                    | [d] | d    | ध                  | [dʱ] | dh   | न      | [n] | n    | ल         | [l] | l    | स     | [s]  | s    |         |     |      |
| губні          | प                  | [p] | p    | फ                | [pʰ] | ph   | ब                    | [b] | b    | भ                  | [bʱ] | bh   | म      | [m] | m    | व         | [ʋ] | v    |       |      |      |         |     |      |

________________
- За уточненою класифікацією[38] санскритське ś є альвеоло-палатальним (а не просто палатальним) звуком, якому в Міжнародному фонетичному алфавіті відведена літера ɕ («c» із закарлюкою; це найм'якший у ряду фрикативів /ɕ/—/ʃ/—/ʂ/). Однак деякі науковці використовують для позначення глухого ясенно-твердопіднебінного фрикатива (як ще називають звук [ɕ]) той самий символ, що й для глухого заясенного фрикатива (тобто палато-альвеолярного звука) — ʃ.

Носовий призвук після голосного (який позначається крапкою над верхньою горизонтальною лінією) у транслітерації передається літерою ṃ (або ṁ).
Приголосні c, k, g, t, d, p, b, m, n, y, v, s подібні до українських [ч], [к], [ґ], [т], [д], [п], [б], [м], [н], [й], [в], [с]. Церебральні відрізняються від зубних тим, що кінчик язика завернутий назад і нижньою стороною торкається переднього піднебіння; на слух ṭ, ḍ дещо схожі на англ. t, d. Санскритське j — злите [дж] (англ. j); звук l — англ., нім., франц. l. Звук r (церебральний р), імовірно, акустично був трохи схожим на англ. r. Церебральний звук ṣ близький до [ш], а палатальний ś схожий на м'який [ш'], польск. ś. Звук ṅ — англ. ng (як у слові sing — [siŋ]) ; ñ — м'яке [н']; ṇ — церебральний [н]. Звук h — дзвінкий нім. чи англ. h; ḥ — глухий нім. чи англ. h.
Традиційна індійська назва груп приголосних (з поділом неносових сонантів на дві категорії)
|                              |                              | губні oṣṭya | губні oṣṭya | губно-зубні dantōshtya | зубні dantya | зубні dantya | ретрофлексні приголосні mūrdhanya | ретрофлексні приголосні mūrdhanya | палатальні приголосні pālavya | палатальні приголосні pālavya | задньоязикові приголосні kanthya | задньоязикові приголосні kanthya | глоткові приголосні | глоткові приголосні |
| ---------------------------- | ---------------------------- | ----------- | ----------- | ---------------------- | ------------ | ------------ | --------------------------------- | --------------------------------- | ----------------------------- | ----------------------------- | -------------------------------- | -------------------------------- | ------------------- | ------------------- |
| проривні приголосні Sparśa   | непридихові alpaprāna        | प [p] p     | ब [b] b     |                        | त [t] t      | द [d] d      | ट [ʈ] ṭ                           | ड [ɖ] ḍ                           | च [c] c                       | ज [ɟ] j                       | क [k] k                          | ग [ɡ] g                          |                     |                     |
| проривні приголосні Sparśa   | придихові mahāprāna          | फ [pʰ] ph   | भ [bʱ] bh   |                        | थ [tʰ] th    | ध [dʱ] dh    | ठ [ʈʰ] ṭh                         | ढ [ɖʱ] ḍh                         | छ [cʰ] ch                     | झ [ɟʱ] jh                     | ख [kʰ] kh                        | घ [ɡʱ] gh                        |                     |                     |
| носові приголосні anunāsika  | носові приголосні anunāsika  | म [m] m     | म [m] m     |                        | न [n] n      | न [n] n      | ण [ɳ] ṇ                           | ण [ɳ] ṇ                           | ञ [ɲ] ñ                       | ञ [ɲ] ñ                       | ङ [ŋ] ṅ                          | ङ [ŋ] ṅ                          |                     |                     |
| напівголосні antastha        | напівголосні antastha        |             |             | व [ʋ] v                |              |              |                                   |                                   | य [j] y                       | य [j] y                       |                                  |                                  |                     |                     |
| плавні приголосні drava      | плавні приголосні drava      |             |             |                        | ल [l] l      | ल [l] l      | र [r] r                           | र [r] r                           |                               |                               |                                  |                                  |                     |                     |
| фрикативні приголосні ūshman | фрикативні приголосні ūshman |             |             |                        | स [s] s      | स [s] s      | ष [ʂ] ṣ                           | ष [ʂ] ṣ                           | श [ɕ] ś                       | श [ɕ] ś                       |                                  |                                  | : [h] ḥ             | ह [ɦ] h             |

#### Зведена таблиця
| Літера | Вимова | Вимова з अ /a/ | IAST | ITRANS | Приклад                |
| ------ | ------ | -------------- | ---- | ------ | ---------------------- |
| क      | [k]    | [kɐ]           | ka   | ka     | karman कर्मन्            |
| ख      | [kʰ]   | [kʰɐ]          | kha  | kha    | sukhāvatī सुखावती         |
| ग      | [ɡ]    | [ɡɐ]           | ga   | ga     | gaṇeśa गणेश             |
| घ      | [ɡʱ]   | [ɡʱɐ]          | gha  | gha    | saṃgha संघ              |
| ङ      | [ŋ]    | [ŋɐ]           | ṅa   | ~Na    | liṅga लिङ्ग              |
| च      | [c]    | [cɐ]           | ca   | ca     | cakra चक्र              |
| छ      | [cʰ]   | [cʰɐ]          | cha  | cha    | chandas छंद             |
| ज      | [ɟ]    | [ɟɐ]           | ja   | ja     | japa-mālā जपमाला         |
| झ      | [ɟʱ]   | [ɟʱɐ]          | jha  | jha    | jhaṣa (риба) झष        |
| ञ      | [ɲ]    | [ɲɐ]           | ña   | ~na    | pancatantra पञ्चतन्त्र    |
| ट      | [ʈ]    | [ʈɐ]           | ṭa   | Ta     | kaṭaka (коло) कटक      |
| ठ      | [ʈʰ]   | [ʈʰɐ]          | ṭha  | Tha    | pāthana (навчання) पाठन |
| ड      | [ɖ]    | [ɖɐ]           | ḍa   | Da     | khaḍga (носоріг) खड्ग   |
| ढ      | [ɖʱ]   | [ɖʱɐ]          | ḍha  | Dha    | mūḍha (дурень) मूढ      |
| ण      | [ɳ]    | [ɳɐ]           | ṇa   | Na     | rāvaṇa रावण             |
| त      | [t]    | [tɐ]           | ta   | ta     | tantra तन्त्र            |
| थ      | [tʰ]   | [tʰɐ]          | tha  | tha    | artha अरर्थ             |
| द      | [d]    | [dɐ]           | da   | da     | dattātreya दत्तात्रेय      |
| ध      | [dʱ]   | [dʱɐ]          | dha  | dha    | dharma धर्म             |
| न      | [n]    | [nɐ]           | na   | na     | narasiṃha नरसिंह         |
| प      | [р]    | [pɐ]           | рa   | рa     | padmasaṃbhava पद्मसंभव   |
| फ      | [pʰ]   | [pʰɐ]          | pha  | pha    | phala (плід) फल        |
| ब      | [b]    | [bɐ]           | ba   | ba     | balārama बलराम          |
| भ      | [bʱ]   | [bʱɐ]          | bha  | bha    | bhagavadgītā भगवद्गीता    |
| म      | [m]    | [mɐ]           | ma   | ma     | mantra मन्त्र            |
| य      | [j]    | [jɐ]           | ya   | ya     | yogācāra योगाचार          |
| र      | [r]    | [rɐ]           | ra   | ra     | rādhā राधा               |
| ल      | [l]    | [lɐ]           | la   | la     | lakṣa (сто тисяч) लक्ष  |
| व      | [ʋ]    | [ʋɐ]           | va   | va     | vajrayāna वज्रयान        |
| श      | [ɕ]    | [ɕɐ]           | śa   | sha    | śānti (спокій) शान्ति     |
| ष      | [ʂ]    | [ʂɐ]           | ṣa   | Sha    | caṣāla (вулик) चषाल     |
| स      | [s]    | [sɐ]           | sa   | sa     | saṃsāra संसार            |
| ह      | [ɦ]    | [ɦɐ]           | ha   | ha     | mahābhārata महाभारत      |
| :      | [h]    | [hɐ]           | ḥa   | Ha     | duḥkha (страждання) दुःख |

## Практична транскрипція санскритських власних назв та термінів в українській мові
На відміну від транслітерації чи фонетичної транскрипції (див. вище), практична українська транскрипція — це запис іншомовних слів літерами української абетки з урахуванням вимови й українського правопису, без використання діакритичних знаків чи додаткових символів.
Приклад
| деванаґарі | фонетична транскрипція МФО | транслітерація IAST | кирилична калька з IAST (застосовується переважно неоіндуїстами на пострадянському просторі) | Практична транскрипція |
| ---------- | -------------------------- | ------------------- | -------------------------------------------------------------------------------------------- | ---------------------- |
| यादव        | [jɑːdɐʋɐ]                  | yādava              | йāдава                                                                                       | Ядава                  |

Практична українська транскрипція санскритських слів відтворює їх приблизно, тому в разі потреби українське написання уточнюється (у дужках чи в примітці) транслітерацією за системою IAST, наприклад: Магараштра (mahārāṣṭra «велике царство»). Наразі в українському написанні слів, запозичених із санскриту або інших мов Індії (наприклад, у географічних назвах), спостерігається значний різнобій. Часто просто копіюється російське написання, яке саме по собі є недосконалим, причому нерідко порушуються норми української орфоепії. Інші автори, зважаючи на те, що українська мова фонетично багатша за російську, намагаються використати можливості української мови для точнішого відтворення звучання санскритських слів, але не завжди роблять це вдало. Навіть у межах одного номера журналу, у статтях, написаних різними авторами, індійські запозичення можуть передаватись по-різному. Спробою урегулювати це питання стала надрукована журналом «Східний світ» Інституту сходознавства стаття, котрій передувало тривале обговорення. Нижче наводяться рекомендації, обґрунтовані в статті з урахуванням фонетичного, морфологічного, історичного та розрізнювального принципу. У правилах аргументовані нововведення поєднуються з розумним консерватизмом.

#### 1. Голосні
Санскритським голосним a/ā, u/ū, e, o відповідають українські літери а, у, е, о; позначена рисочкою довгота не враховується. Санскритські ṛ/ṝ, ḷ, ai, au передаються буквосполученнями ри, ли, ай, ау, наприклад: риши (ṛṣi «мудрець»), литака (ḷtaka «упорядник»), пайнґа (paiṅga «мишачий»), каумуді (kaumudī «місячне світло»). Санскритські i/ī передаються літерою і — окрім тих випадків, коли стоять після твердого ṣ, — тоді пишеться українська и, наприклад шидґа (ṣіḍga «вільнодумець»).
Примітка: Про написання голосних після санскритського y та після м'яких приголосних див., відповідно, пункти 7, 5.2, 6.

#### 2. Санскритські k, c, t/ṭ, d/ḍ, r, l, p, b, v, s, m, n/ṇ/ṅ, j
Приголосні k, c, t/ṭ, d/ḍ, r, l, p, b, v, s, m, n/ṇ/ṅ передаються літерами к, ч, т, д, р, л, п, б, в, c, м, н; j — буквосполученням дж.

#### 3. Санскритське g
позначається українською літерою ґ, наприклад деванаґарі (devanāgarī).

#### 4. Санскритські ḥ та h
передаються, відповідно, українськими х та г, наприклад духкга (duḥkha), Гімалаї (від himālayā).

#### 5. Санскритські ṣ та ś
Для передачі ṣ (твердого [ш]) та ś (пом'якшеного [ш']) використовується українська літера ш, але:
5.1. Сполучення ṣi передається українським ши, тоді як після пом'якшеного [ш'] (ś) пишеться і, наприклад Шіва (śiva; див. також пункт 1).
5.2. Сполучення ś з голосними a/ā, u/ū, e передається буквосполученнями шя, шю, шє, наприклад шякті (śakti), шяйва (śaiva), шюра (śūra), шєпа (śеpa).

#### 6. Санскритське ñ
передається літерами нь, наприклад паньча (pañca), але ña/ñā, ñu/ñū, ñe — ня, ню, нє, наприклад джняна (jñāna), джнєя (jñeya).

#### 7. Санскритські ya, yi, yu, ye
На початку слова та після голосного санскритські ya/yā, yi/yī, yu/yū, ye передаються українськими йотованими я, ї, ю, є, наприклад: Яду (yādu), ататаїн (ātatāyin), Юдгіштхіра (yudhiṣṭhira), Ваю (vāyu), вішаєндрія (viṣayendriya), гаєшта (hayeṣṭa). Сполученню yo відповідає українське йо, наприклад: джйоті (jyoti). Сполучення yya/yyā, yyi/yyī, yyu/yyū, yye, yyo передаються як йя, йї, йю, йє, ййо, наприклад: ньяйя (nyāyya «правильне»).

#### 7.1. Знак м'якшення
Згідно з «Українським правописом» після літер, якими передані санскритські d/ḍ, t/ṭ, s, l, n/ṇ/ṅ/ñ, перед я, ї, ю, є, йо ставиться знак м'якшення (ь), наприклад: дьяят (dyāyat), дьюта (dyūta), тьяґа (tyāga), атьюга (atyūha), сьялака (syālaka), сьюна (syūna), малья (mālya), ньяя (nyāya), ньюна (nyūna).

#### 7.2. Апостроф
Після інших приголосних перед я, ї, ю, є ставиться апостроф, наприклад вір'я (vīrya), п'юкшна (pyukṣṇa). Перед йо апостроф не ставиться, наприклад вйоман (vyoman).

#### 8. Глухі придихові
kh, ch, th/ṭh, ph передаються українськими буквосполученнями кх, чх, тх, пх, наприклад кханда (khaṇḍa), чханда (chanda), мантха (mantha), шятха (śaṭha), пхена (phena).

#### 9. Дзвінкі придихові
jh, dh/ḍh, bh позначаються українськими джг, дг, бг, наприклад джгара (jhara), дгарма (dharma), дгаукана (ḍhaukana), бгакті (bhakti).

#### 10. Санскритське gh
Дзвінке придихове gh передається українською літерою г, наприклад гатодара (ghaṭodara), Магаван (maghavan). (Хоча, здавалося б, найлогічніше передавати gh як ґг, проте фахівці з української мови відкидають можливість впровадження такого абсолютно не властивого їй сполучення літер. Жодного слова з таким звукосполученням в українській мові немає, і пересічний читач не знає, як таке буквосполучення вимовляти. В українській мові найближчим за звучанням до санскритського [gʱ] є г [ɦ], оскільки запозичене з російської написання гх українською звучить як [ɦx] (і цю послідовність звуків навіть суто фізично важко вимовити), а не [gx], а імітована «російська» вимова ґх [gx] була б ближчою до глухого кх [kʰ], а не дзвінкого [gʱ]. На жаль, використання однієї української літери г для позначення двох санскритських звуків — gh, h — може призводити до появи омографів, наприклад: парагатана — «ешафот» (parāghātana) і «напад» (parāhatana). Однак така ж само ситуація вже має місце через нерозрізнення в практичній транскрипції церебральних і зубних приголосних, а також коротких і довгих голосних, наприклад: пітха — «п'єдестал» (pīṭha) і «питво» (pītha); мала — «гірлянда» (mālā), «ліс» (māla), «бруд» (mala). У таких випадках бажано до українського написання додавати в дужках чи в примітці уточнення латинською транслітерацією з діакритичними знаками.)

#### 11. Санскритське ṃ
передається як м тоді, коли утворилося з m (найчастіше — у префіксі /sam/) перед p, ph, b, bh, m, v, h (наприклад сампадана saṁpādana, самгара saṃharā) чи перед наступною частиною складного слова (наприклад агамкара aham+kara=ahaṃkara) або є останньою літерою в слові (аум auṃ). Також через м пишеться слово самрадж (saṃrāj). У решті випадків пишеться н, наприклад сансара (saṃsāra), сінга (siṃha).

#### 12. Основа слова
Санскритські слова зазвичай наводяться не в називному відмінку санскриту, а в такому вигляді, у якому вони подані в санскритському словнику, наприклад атман (ātman), санньясін (saṁnyāsin), мантра (mantra), а не атма (ātmā), санньясі (saṁnyāsī), мантрам (у санскриті mantram — наз. відмінок сер. роду). Але деякі слова пишуться так, як вживаються вже тривалий час, наприклад карма (karma — називний відмінок від karman), Бгаґаван (bhagavān — наз. відмінок від bhagavat).

#### 13. Винятки
Деякі давно вживані слова пишуться з порушенням правил або спотворено, наприклад Будда (Buddha), Гімалаї (himālayā), йоґ (yogin), санскрит (saṁskṛta), упанішада (upaniṣad).

#### 14. Дефіс
Терміни, які в оригіналі є словами, складеними з двох або більшої кількості слів, українською пишуться через дефіс (а не окремими словами), наприклад джняна-йоґа (jñāna-yoga). Це стосується й назв творів санскритської літератури, наприклад «Аштанґа-гридая-самгіта» (aṣṭāṅga-hṛdaya-saṁhitā), «Нáрада-бгакті-сутри» (nārada-bhakti-sutrāṇi). Також можливе написання, у якому частково розкривається значення складного слова: йоґа знання/джняни, самгіта «Аштанґа-гридая», «Бгакті-сутри» Нáради.
14.1. Але не рекомендується розривати дефісом літери, видозмінені через своє сполучення (правило сандгі). Наприклад, бажано писати «Бгаґавадґіта», а не «Бгаґавад-ґіта», оскільки тут d утворилося з t саме завдяки сполуці з g; раджоґуна (rajoguṇa), оскільки тут о утворилося з as через сполучення з g (можна написати також ґуна «раджас»). Тріада характеристик вищого буття «Вічність-Знання-Блаженство» може писатися або одним словом саччідананда (saccidānanda), або (якщо є бажання виділити три компоненти складного слова: sat, cit, ānanda) як сат-чіт-ананда (у другому випадку санскритське правило сандгі не застосовується). Назва «Господньої упанішади» пишеться або як «Ішопанішад» (īśopaniṣad — тут о утворено злиттям a і u), або «Ішя-упанішада» (тут санскритський іменник жін. роду upaniṣad замінено його українською формою упанішада).

#### 15. Брагман, атман
У знахідному відмінку пишемо українською атман, Брагман, наприклад пізнати атман/Брагман (а не атмана/Брагмана). Але коли йдеться про брагмана-священика, тоді знахідний відмінок — брагмана (наприклад, зустрів брагмана).

#### 16. Правило переносу
Оскільки буквосполучення ау, ай, кх, чх, тх, пх, дж, джг, бг, дг є фактично диграфами (тобто ними позначається один звук), їх не бажано розривати при переносі. Наприклад, переносимо «Ма-га-бга-ра-та» (а не «Магаб-гарата»).

### Зведена таблиця: IAST | практична транскрипція
| b — б                                                              | bh — бг | bh — бг | bh — бг | bh — бг | c — ч | ch — чх | ch — чх | ch — чх | ch — чх | d/ḍ — д | d/ḍ — д | d/ḍ — д | d/ḍ — д | dh/ḍh — дг |
| g — ґ                                                              | gh — г | gh — г | h (окрім буквосполучень gh, ch, kh, ph, th/ṭh) — г                                                                                         | h (окрім буквосполучень gh, ch, kh, ph, th/ṭh) — г                                                                                         | h (окрім буквосполучень gh, ch, kh, ph, th/ṭh) — г                                                                                         | h (окрім буквосполучень gh, ch, kh, ph, th/ṭh) — г                                                                                         | h (окрім буквосполучень gh, ch, kh, ph, th/ṭh) — г                                                                                         | h (окрім буквосполучень gh, ch, kh, ph, th/ṭh) — г                                                                                         | ḥ — х | ḥ — х | ḥ — х | ḥ — х | j — дж | j — дж |
| jh — джг                                                           | k — к | k — к | k — к | k — к | kh — кх | l — л | l — л | l — л | l — л | ḷ — ли | ḷ — ли | ḷ — ли | ḷ — ли | m — м |
| ṃ/ṁ                                                                | якщо утворилося з m перед b, bh, h, m, p, ph, v або перед наступною частиною складного слова, а також якщо є в слові останньою літерою — м | якщо утворилося з m перед b, bh, h, m, p, ph, v або перед наступною частиною складного слова, а також якщо є в слові останньою літерою — м | якщо утворилося з m перед b, bh, h, m, p, ph, v або перед наступною частиною складного слова, а також якщо є в слові останньою літерою — м | якщо утворилося з m перед b, bh, h, m, p, ph, v або перед наступною частиною складного слова, а також якщо є в слові останньою літерою — м | якщо утворилося з m перед b, bh, h, m, p, ph, v або перед наступною частиною складного слова, а також якщо є в слові останньою літерою — м | якщо утворилося з m перед b, bh, h, m, p, ph, v або перед наступною частиною складного слова, а також якщо є в слові останньою літерою — м | якщо утворилося з m перед b, bh, h, m, p, ph, v або перед наступною частиною складного слова, а також якщо є в слові останньою літерою — м | якщо утворилося з m перед b, bh, h, m, p, ph, v або перед наступною частиною складного слова, а також якщо є в слові останньою літерою — м | якщо утворилося з m перед b, bh, h, m, p, ph, v або перед наступною частиною складного слова, а також якщо є в слові останньою літерою — м | якщо утворилося з m перед b, bh, h, m, p, ph, v або перед наступною частиною складного слова, а також якщо є в слові останньою літерою — м | якщо утворилося з m перед b, bh, h, m, p, ph, v або перед наступною частиною складного слова, а також якщо є в слові останньою літерою — м | якщо утворилося з m перед b, bh, h, m, p, ph, v або перед наступною частиною складного слова, а також якщо є в слові останньою літерою — м | якщо утворилося з m перед b, bh, h, m, p, ph, v або перед наступною частиною складного слова, а також якщо є в слові останньою літерою — м | якщо утворилося з m перед b, bh, h, m, p, ph, v або перед наступною частиною складного слова, а також якщо є в слові останньою літерою — м |
| ṃ/ṁ                                                                | у решті випадків — н | | | | | | | | | | | | | |
| n/ṇ/ṅ — н                                                          | ña/ñā, ñe, ñi/ñī, ñu/ñū — ня, нє, ні, ню                                                                                                   | ña/ñā, ñe, ñi/ñī, ñu/ñū — ня, нє, ні, ню                                                                                                   | ña/ñā, ñe, ñi/ñī, ñu/ñū — ня, нє, ні, ню                                                                                                   | ña/ñā, ñe, ñi/ñī, ñu/ñū — ня, нє, ні, ню                                                                                                   | ña/ñā, ñe, ñi/ñī, ñu/ñū — ня, нє, ні, ню                                                                                                   | ña/ñā, ñe, ñi/ñī, ñu/ñū — ня, нє, ні, ню                                                                                                   | p — п | p — п | ph — пх | ph — пх | ph — пх | r — р | r — р | ṛ/ṝ — ри |
| n/ṇ/ṅ — н                                                          | у решті випадків ñ — нь | | | | | | p — п | p — п | ph — пх | ph — пх | ph — пх | r — р | r — р | ṛ/ṝ — ри |
| s — с                                                              | ṣ — ш | ś — ш | ś — ш | ś — ш | ś — ш | ś — ш | ś — ш | t/ṭ — т | t/ṭ — т | t/ṭ — т | th/ṭh — тх | th/ṭh — тх | th/ṭh — тх | v — в |
| s — с                                                              | ṣi/ṣī — ши | śa/śā, śe, śi/śī, śu/śū — шя, шє, ші, шю                                                                                                   | śa/śā, śe, śi/śī, śu/śū — шя, шє, ші, шю                                                                                                   | śa/śā, śe, śi/śī, śu/śū — шя, шє, ші, шю                                                                                                   | śa/śā, śe, śi/śī, śu/śū — шя, шє, ші, шю                                                                                                   | śa/śā, śe, śi/śī, śu/śū — шя, шє, ші, шю                                                                                                   | śa/śā, śe, śi/śī, śu/śū — шя, шє, ші, шю                                                                                                   | t/ṭ — т | t/ṭ — т | t/ṭ — т | th/ṭh — тх | th/ṭh — тх | th/ṭh — тх | v — в |
| a/ā, ai, e, i/ī, o, u/ū після ү (ya/yā, yai, ye, yi/yī, yo, yu/yū) | a/ā, ai, e, i/ī, o, u/ū після ү (ya/yā, yai, ye, yi/yī, yo, yu/yū)                                                                         | a/ā, ai, e, i/ī, o, u/ū після ү (ya/yā, yai, ye, yi/yī, yo, yu/yū)                                                                         | a/ā, ai, e, i/ī, o, u/ū після ү (ya/yā, yai, ye, yi/yī, yo, yu/yū)                                                                         | на початку слова й після голосної — я, яй, є, ї, йо, ю                                                                                     | на початку слова й після голосної — я, яй, є, ї, йо, ю                                                                                     | на початку слова й після голосної — я, яй, є, ї, йо, ю                                                                                     | на початку слова й після голосної — я, яй, є, ї, йо, ю                                                                                     | на початку слова й після голосної — я, яй, є, ї, йо, ю                                                                                     | на початку слова й після голосної — я, яй, є, ї, йо, ю                                                                                     | на початку слова й після голосної — я, яй, є, ї, йо, ю                                                                                     | на початку слова й після голосної — я, яй, є, ї, йо, ю                                                                                     | на початку слова й після голосної — я, яй, є, ї, йо, ю                                                                                     | на початку слова й після голосної — я, яй, є, ї, йо, ю                                                                                     | на початку слова й після голосної — я, яй, є, ї, йо, ю                                                                                     |
| a/ā, ai, e, i/ī, o, u/ū після ү (ya/yā, yai, ye, yi/yī, yo, yu/yū) | a/ā, ai, e, i/ī, o, u/ū після ү (ya/yā, yai, ye, yi/yī, yo, yu/yū)                                                                         | a/ā, ai, e, i/ī, o, u/ū після ү (ya/yā, yai, ye, yi/yī, yo, yu/yū)                                                                         | a/ā, ai, e, i/ī, o, u/ū після ү (ya/yā, yai, ye, yi/yī, yo, yu/yū)                                                                         | після d/ḍ, l, n/ñ/ṇ/ṅ, s, t/ṭ — ья, ьяй, ьє, ьї, ьйо, ью                                                                                   | | | | | | | | | | |
| a/ā, ai, e, i/ī, o, u/ū після ү (ya/yā, yai, ye, yi/yī, yo, yu/yū) | a/ā, ai, e, i/ī, o, u/ū після ү (ya/yā, yai, ye, yi/yī, yo, yu/yū)                                                                         | a/ā, ai, e, i/ī, o, u/ū після ү (ya/yā, yai, ye, yi/yī, yo, yu/yū)                                                                         | a/ā, ai, e, i/ī, o, u/ū після ү (ya/yā, yai, ye, yi/yī, yo, yu/yū)                                                                         | з ү, що їм передує — йя, йяй, йє, йї, ййо, йю                                                                                              | | | | | | | | | | |
| a/ā, ai, e, i/ī, o, u/ū після ү (ya/yā, yai, ye, yi/yī, yo, yu/yū) | a/ā, ai, e, i/ī, o, u/ū після ү (ya/yā, yai, ye, yi/yī, yo, yu/yū)                                                                         | a/ā, ai, e, i/ī, o, u/ū після ү (ya/yā, yai, ye, yi/yī, yo, yu/yū)                                                                         | a/ā, ai, e, i/ī, o, u/ū після ү (ya/yā, yai, ye, yi/yī, yo, yu/yū)                                                                         | після інших приголосних — ’я, ’яй, ’є, ’ї, йо, ’ю                                                                                          | | | | | | | | | | |
| у решті випадків a/ā, ai, e, i/ī, o, u/ū — а, ай, е, і, о, у       | | | | | | | | | | | | | | |

### Порівняльна таблиця написання українською та російською мовами
(у дужках наводяться приклади)
| Санскрит (IAST)             | Українською                                                                                  | Російською                                   | Примітка |
| --------------------------- | -------------------------------------------------------------------------------------------- | -------------------------------------------- | --- |
| g (gāndharva)               | ґ (ґандгарва)                                                                                | г (гандхарва)                                | Послідовно вживати в санскритських словах літеру ґ важливо тому, що це має смислорозрізнювальне значення. Словники радянської доби не можуть бути критерієм з цього питання, оскільки в 1933 році літеру ґ в СРСР було ліквідовано. |
| h (mahābhārata, himālaya)   | г (Магабгарата, Гімалаї)                                                                     | х (Махабхарата), у деяких словах г (Гималаи) | Оскільки в російській абетці немає літери для позначення дзвінкого звука [ɦ] (h за IAST), у російських текстах його переважно замінюють глухим х, але іноді також пишуть «російське г» (тобто [g]). Зокрема, Б. Л. Смирнов писав російською Гануман (hanuman) і Гарі (hari). |
| jh, dh/ḍh, bh (dharma)      | джг, дг, бг (дгарма)                                                                         | джх, дх, бх (дхарма)                         | Санскритські bh, dh передавали буквосполученнями бг, дг ще Леся Українка й Іван Франко; таке написання можна вважати традиційним. |
| gh (maghavan)               | г (Магаван)                                                                                  | гх (Магхаван)                                | Див. вище, пункт 10. |
| śi (śiva)                   | ші (Шіва)                                                                                    | ши (Шива), іноді щи (Щива)                   | Написання ші порушує правило дев'ятки (яке конфліктує з фонетичним та розрізнювальним принципом), однак у нещодавно запозичених словах «правило дев'ятки» може порушуватись. Зокрема, в УРЕ міститься багато термінів, що традиційно пишуться з і, наприклад: сівапітек, сіда, сінди, сірхакпха, сіті. Відмову від використання «правила дев'ятки» в практичній українській транскрипції санскритських слів можна порівняти з використанням літер Q та W у чеській мові, де вони вживаються виключно в іноземних словах і замінюються на Kv і V як тільки слово стає «натуралізованим». Можливо, якщо якісь санскритські запозичення згодом стануть сприйматися як українські слова, то в них і після відповідних приголосних поступиться літері и. |
| ṣi (ṣіḍga)                  | ши (шидґа)                                                                                   | ши (шидга)                                   | Розрізнення ши (ṣi) й ші śi несе в собі семантичну функцію. |
| śa, śe, śu (śakti)          | шя, шє, шю (шякті)                                                                           | ша, ше, шу (шакти), іноді ща, ще, щу (щакти) | Саме шя писав у таких словах, як шякті (śakti), Шякунтала (śakuntalā), Шянкара (śankara) український санскритолог Павло Ріттер. Гнат Хоткевич також назвав свій переклад твору Калідаси «Шякунтала». Хоча в коренях питомо українських слів таких буквосполучень немає, вони можливі в практичній транскрипції: наприклад назва литовського міста Siauliai передається українською як Шяуляй. Деякі російські автори передають ś літерою щ (наприклад Щива), оскільки в російській мові щ вимовляється як довге м'яке [шш'], однак для української мови таке написання не придатне, оскільки українське щ вимовляться як тверде [шч]. |
| ṛ, ḷ (Kṛṣṇa)                | ри, ли (Кришна)                                                                              | ри, ли (Кришна)                              | Написання, аналогічне запропонованому, характерне також для білоруської (Крышна) та польської (Kryszna) мов. |
| ñ перед приголосною (pañca) | нь (паньча)                                                                                  | н (панча)                                    | Немає причин не позначувати м'якість санскритського ñ не лише перед голосною (наприклад яджня), а й перед приголосною. |
|                             | Перед я, є, ї, ю після приголосних (крім d, t/ṭ, s, l, n/ṇ/ṅ/ñ) ставиться апостроф (санкх’я) | ь (санкхья)                                  | Згідно з § 93.1 «Українського правопису», у словах іншомовного походження після приголосних д, т, з, с, л, н перед я, ю, є, ї, йо ставиться знак м'якшення (окрім тих випадків, коли я, ю позначають сполучення пом'якшеного приголосного з а, у). |

## Розташування слів у словнику
Послідовність, за якою слова стоять в санскритському словнику, визначається безпосередньо їхнім звучанням. Вона не пов'язана з можливими варіантами написання на деванагарі.
Так у латинській транслітерації санскритські слова були б розташованими за звичайним європейським алфавітним принципом, лише з тією відмінністю, що, по-перше, використовується не латинський алфавітний порядок, по-друге, ai, au і у поєднанні з h виступають в ролі окремих знаків алфавіту.
Цей алфавітний порядок такий:
- a, ā, i, ī, u, ū, ṛ, ṝ, ḷ, e, ai, o, au,
- ṃ, ḥ;
- k, kh, g, gh, ṅ,
- c, ch, j, jh, ñ,
- ṭ, ṭh, ḍ, ḍh, ṇ,
- t, th, d, dh, n,
- p, ph, b, bh, m,
- y, r, l, v, ś, ṣ, s, h.

## Граматика
Санскрит, подібно до української чи латини, є флективною мовою, проте має набагато розгалуженішу морфологію закінчень, ніж у згаданих мов. Кожне дієслово в презенсі має до 96 форм (для порівняння: у латинській мові лише 29 форм). Багато функцій в реченні виражаються через суфікси.

### Іменники
Іменники в санскриті мають такі граматичні категорії:
- Категорія роду — три роди:
чоловічий рід (puṃliṅga), жіночий рід (strīliṅga), середній рід (napuṃsakaliṅga)
- Категорія числа — три числа:
однина (ekavacana), двоїна (dvivacana), множина (bahuvacana)
- Категорія відмінка — вісім відмінків:
називний відмінок, prathamā (приклад: «стежка»), знахідний відмінок, dvitīyā («стежку»), орудний відмінок, tṛtīyā («стежкою»), давальний відмінок, caturthī («стежці»), аблатив (або відкладний відмінок), pañcamī («від стежки»), родовий відмінок, ṣaṣṭhī («той, що належить стежці»), місцевий відмінок, saptamī («на стежці»), кличний відмінок, sambodhana («стежко»).

Іменники в санскриті утворюються переважно від дієслівних коренів шляхом додавання до кореня 17 первинних регулярних суфіксів: अ, अ (ण), अन, अक, तृ, ति, क्विप् та більше сотні первинних іррегулярних суффіксів.
У санскриті іменніки поділяються на групи за походженням від вокальних та букальних (консонантних) основ. Санскрітський термін такого походження — «карант», у сенсі «літера, на яку закінчується основа слова».
Іменники в санскриті важко відрізнити від прикметників, часто одне слово може виконувати роль як іменніка, так і прикметника.
Основна таблиця відмінкових закінчень
|        | міжнародна назва відмінка | українська назва відмінка | однина | двоїна | множина | санскритська назва відмінка |
| एकवचनम् | міжнародна назва відмінка | українська назва відмінка | द्विवचनम् | बहुवचनम् |         | санскритська назва відмінка |
| 1      | Nominativus               | Називний                  | स् (ः)   | औ      | अः       | कर्तृ-कारकम्                    |
| 2      | Accusativus               | Знахідний                 | अम्     | औ      | अः       | कर्म-कारक                     |
| 3      | Instrumentalis            | Орудний                   | आ      | भ्याम्    | भिः       | करण-कारक                     |
| 4      | Dativus                   | Давальний                 | ए      | भ्याम्    | भ्यः      | सम्प्रदान-कारकम्                 |
| 5      | Ablativus                 | Відкладний (аблатив)      | अः      | भ्याम्    | भ्यः      | अपादान-कारकम्                   |
| 6      | Genetivus                 | Родовий                   | अः      | ओः      | आम्      | समबन्धः                       |
| 7      | Lokativus                 | Місцевий                  | इ      | ओः      | सु       | अधिकरण-कारकम्                  |
| 8      | Vocativus                 | Кличний                   |        | औ      | अः       | संबोधन-कारकम्                   |

Але при відмінюванні закінчення слів у санскриті змінюються в залежності від кінцевої літери основи.

#### Вокальні основи
До вокальних основ належать такі:
- Основи на a (чоловічий рід, середній рід)
- Основи на ā (жіночий рід)
- Основи на i (чоловічий рід, жіночий рід, середній рід)
- Основи на ī (жіночий рід)
- Основи на u (чоловічий рід, жіночий рід, середній рід)
- Основи на ū (жіночий рід)
- Основи на дифтонги (ai, au, o) (лише три іменники за цим відмінюванням: √rai «власність», √nau «корабель», та √go «корова»).

Схема відмінювання вокальних основ відтворена в наступній таблиці:
|                     |                   | a-основа            | a-основа           | ā-основа         | i-основа               | i-основа         | i-основа          | ī-основа      | ī-основа  |
| √kāma (m) (кохання) | √rūpa (n) (краса) | √bāla (f) (дівчина) | √agni (m) (вогонь) | √vāri (n) (вода) | √mati (f) (точка зору) | √dhī (f) (думка) | √nadī (f) (річка) |               |           |
| Однина              | Називний          | kāmaḥ               | rūpam              | bālā             | agniḥ                  | vāri             | matiḥ             | dhīḥ          | nadī      |
| Однина              | Кличний           | kāma                | rūpa               | bāle             | agne                   | vār[i/e]         | mate              | dhīḥ          | nadi      |
| Однина              | Знахідний         | kāmam               | rūpam              | bālām            | agnim                  | vāri             | matim             | dhiyam        | nadīm     |
| Однина              | Орудний           | kāmena              | rūpeṇa             | bālayā           | agninā                 | vāriṇā           | matyā             | dhiyā         | nadyā     |
| Однина              | Давальний         | kāmāya              | rūpāya             | bālāyai          | agnaye                 | vāriṇe           | mat[aye/yai]      | dhi[ye/yai]   | nadyai    |
| Однина              | Аблатив           | kāmāt               | rūpāt              | bālāyāḥ          | agneḥ                  | vāriṇāḥ          | mat[eḥ/yāḥ]       | dhi[yaḥ/yāḥ]  | nadyāḥ    |
| Однина              | Родовий           | kāmasya             | rūpasya            | bālāyāḥ          | agneḥ                  | vāriṇāḥ          | mat[eḥ/yāḥ]       | dhi[yaḥ/yāḥ]  | nadyāḥ    |
| Однина              | Місцевий          | kāme                | rūpe               | bālāyām          | agnau                  | vāriṇi           | mat[au/yām]       | dhi[yi/yām]   | nadyām    |
| Двоїна              | Називний          | kāmau               | rūpe               | bāle             | agnī                   | vāriṇī           | matī              | dhiyau        | nadyau    |
| Двоїна              | Кличний           | kāmau               | rūpe               | bāle             | agnī                   | vāriṇī           | matī              | dhiyau        | nadyau    |
| Двоїна              | Знахідний         | kāmau               | rūpe               | bāle             | agnī                   | vāriṇī           | matī              | dhiyau        | nadyau    |
| Двоїна              | Орудний           | kāmābhyām           | rūpābhyām          | bālābhyām        | agnibhyām              | vāribhyām        | matibhyām         | dhībhyām      | nadībhyām |
| Двоїна              | Давальний         | kāmābhyām           | rūpābhyām          | bālābhyām        | agnibhyām              | vāribhyām        | matibhyām         | dhībhyām      | nadībhyām |
| Двоїна              | Аблатив           | kāmābhyām           | rūpābhyām          | bālābhyām        | agnibhyām              | vāribhyām        | matibhyām         | dhībhyām      | nadībhyām |
| Двоїна              | Родовий           | kāmayoḥ             | rūpayoḥ            | bālayoḥ          | agnyoḥ                 | vāriṇoḥ          | matyoḥ            | dhiyoḥ        | nadiyoḥ   |
| Двоїна              | Місцевий          | kāmayoḥ             | rūpayoḥ            | bālayoḥ          | agnyoḥ                 | vāriṇoḥ          | matyoḥ            | dhiyoḥ        | nadiyoḥ   |
| Множина             | Називний          | kāmāḥ               | rūpāṇi             | bālāḥ            | agnayaḥ                | vārīṇi           | matayaḥ           | dhiyaḥ        | nadyaḥ    |
| Множина             | Кличний           | kāmāḥ               | rūpāṇi             | bālāḥ            | agnayaḥ                | vārīṇi           | matayaḥ           | dhiyaḥ        | nadyaḥ    |
| Множина             | Знахідний         | kāmān               | rūpāṇi             | bālāḥ            | agnīn                  | vārīṇi           | matīḥ             | dhiyaḥ        | nadīḥ     |
| Множина             | Орудний           | kāmaiḥ              | rūpaiḥ             | bālābhiḥ         | agnibhiḥ               | vāribhiḥ         | matibhiḥ          | dhībhiḥ       | nadībhiḥ  |
| Множина             | Давальний         | kāmebhyaḥ           | rūpebhyaḥ          | bālābhyaḥ        | agnibhyaḥ              | vāribhyaḥ        | matibhyaḥ         | dhībhyaḥ      | nadībhyaḥ |
| Множина             | Аблатив           | kāmebhyaḥ           | rūpebhyaḥ          | bālābhyaḥ        | agnibhyaḥ              | vāribhyaḥ        | matibhyaḥ         | dhībhyaḥ      | nadībhyaḥ |
| Множина             | Родовий           | kāmānām             | rūpāṇām            | bālānām          | agnīnām                | vārīṇām          | matīnām           | dh[iyām/īnām] | nadīnām   |
| Множина             | Місцевий          | kameṣu              | rūpeṣu             | bālāsu           | agniṣu                 | vāriṣu           | matiṣu            | dhīṣu         | nadīṣu    |

|                   |                  | u-основа            | u-основа         | u-основа           | ū-основа             | ū-основа            | дифтонгова основа | дифтонгова основа | дифтонгова основа |
| √vāyu (m) (вітер) | √madhu (n) (мед) | √dhenu (f) (корова) | √bhū (f) (земля) | √vadhū (f) (жінка) | √rai (f) (власність) | √nau (f) (корабель) | √go (f) (бик)     |                   |                   |
| Однина            | Називний         | vāyuḥ               | madhu            | dhenuḥ             | bhūḥ                 | vadhūḥ              | rāḥ               | nauḥ              | gauḥ              |
| Однина            | Кличний          | vāyo                | madh[u/o]        | dheno              | bhūḥ                 | vadhu               | rāḥ               | nauḥ              | gauḥ              |
| Однина            | Знахідний        | vāyum               | madhu            | dhenum             | bhuvam               | vadhūm              | rāyam             | nāvam             | gām               |
| Однина            | Орудний          | vāyunā              | madhunā          | dhenvā             | bhuvā                | vadhvā              | rāyā              | nāvā              | gavā              |
| Однина            | Давальний        | vāyave              | madhune          | dhenave            | bhu[ve/vai]          | vadhvai             | rāye              | nāve              | gave              |
| Однина            | Аблатив          | vāyoḥ               | madhunāḥ         | dhen[oḥ/vāḥ]       | bhu[vaḥ/vāḥ]         | vadhvāḥ             | rāyaḥ             | nāvaḥ             | goḥ               |
| Однина            | Родовий          | vāyoḥ               | madhunāḥ         | dhen[oḥ/vāḥ]       | bhu[vaḥ/vāḥ]         | vadhvāḥ             | rāyaḥ             | nāvaḥ             | goḥ               |
| Однина            | Місцевий         | vāyau               | madhuni          | dhen[au/vām]       | bhu[vi/vām]          | vadhvām             | rāyi              | nāvi              | gavi              |
| Двоїна            | Називний         | vāyū                | madhunī          | dhenū              | bhuvau               | vadhvau             | rāyau             | nāvau             | gāvau             |
| Двоїна            | Кличний          | vāyū                | madhunī          | dhenū              | bhuvau               | vadhvau             | rāyau             | nāvau             | gāvau             |
| Двоїна            | Знахідний        | vāyū                | madhunī          | dhenū              | bhuvau               | vadhvau             | rāyau             | nāvau             | gāvau             |
| Двоїна            | Орудний          | vāyubhyām           | madhubhyām       | dhenubhyām         | bhūbhyām             | vadhūbhyām          | rābhyām           | naubhyām          | gobhyām           |
| Двоїна            | Давальний        | vāyubhyām           | madhubhyām       | dhenubhyām         | bhūbhyām             | vadhūbhyām          | rābhyām           | naubhyām          | gobhyām           |
| Двоїна            | Аблатив          | vāyubhyām           | madhubhyām       | dhenubhyām         | bhūbhyām             | vadhūbhyām          | rābhyām           | naubhyām          | gobhyām           |
| Двоїна            | Родовий          | vāyvoḥ              | madhunoḥ         | dhenvoḥ            | bhuvoḥ               | vadhvoḥ             | rāyoḥ             | nāvoḥ             | gavoḥ             |
| Двоїна            | Місцевий         | vāyvoḥ              | madhunoḥ         | dhenvoḥ            | bhuvoḥ               | vadhvoḥ             | rāyoḥ             | nāvoḥ             | gavoḥ             |
| Множина           | Називний         | vāyavaḥ             | madhūni          | dhenavaḥ           | bhuvaḥ               | vadhvaḥ             | rāyaḥ             | nāvaḥ             | gāvaḥ             |
| Множина           | Кличний          | vāyavaḥ             | madhūni          | dhenavaḥ           | bhuvaḥ               | vadhvaḥ             | rāyaḥ             | nāvaḥ             | gāvaḥ             |
| Множина           | Знахідний        | vāyūn               | madhūni          | dhenūḥ             | bhuvaḥ               | vadhūḥ              | rāyaḥ             | nāvaḥ             | gāḥ               |
| Множина           | Орудний          | vāyubhiḥ            | madhubhiḥ        | dhenubhiḥ          | bhūbhiḥ              | vadhūbhiḥ           | rābhiḥ            | naubhiḥ           | gobhiḥ            |
| Множина           | Давальний        | vāyubhyaḥ           | madhubhyaḥ       | dhenubhyaḥ         | bhūbhyaḥ             | vadhūbhyaḥ          | rābhyaḥ           | naubhyaḥ          | gobhyaḥ           |
| Множина           | Аблатив          | vāyubhyaḥ           | madhubhyaḥ       | dhenubhyaḥ         | bhūbhyaḥ             | vadhūbhyaḥ          | rābhyaḥ           | naubhyaḥ          | gobhyaḥ           |
| Множина           | Родовий          | vāyūnām             | madhūnām         | dhenūnām           | bh[uvām/ūnām]        | vadhūnām            | rāyām             | nāvām             | gavām             |
| Множина           | Місцевий         | vāyuṣu              | madhuṣu          | dhenuṣu            | bhūṣu                | vadhūṣu             | rāsu              | nauṣu             | goṣu              |

#### Букальні основи
Іменники з букальними основами поділяють на такі групи:
- однокореневі іменники, які у всіх відмінках мають ту саму основу, а саме:
  - Кореневі іменники, тобто односкладові іменники, безпосередньо до основи яких додається відмінкове закінчення;
  - двоскладові основи з проривним приголосним або африкатом
  - дво- або багатоскладові основи на -as/-is/-us
- багатокореневі іменники. До них належать такі основи:
  - на -(a)nt
  - на -(a)n
  - на -(i)n
  - на -ar/-ṛ
  - на -iyaṁs/-iyas
  - на -vaṁs/-uṣ
  - на -añc

#### Складні слова
Складні слова (самаси) характерні для санскриту. Як правило, окремі частини складного слова постають у нефлектованій формі. Санскритська граматика розрізняє такі способи утворення складних іменників:
- Dvandva — копулятивний спосіб, нанизування слів один на одного, напр. ācāryaśiṣyau означає вчитель (ācārya) і учень (śiṣya, називний двоїни: śiṣyau), сам термін має значення два і два;
- Tatpuruṣa — детермінативний спосіб, передній член стоїть у невизначеному відмінковому зв'язку з ключовим членом, напр. devadatta — богом даний;
- Karmadhāraya(подтип татпуруша) — апозиційний спосіб, передній член стоїть в тому самому відмінку, що й задній член, напр. cauravījanaḥ — дослівно «злодії-люди»;
- Bahuvrīhi — екзоцентричний спосіб, вказує на якість, напр. Viṣṇurūpa — вішнуподібний, у подобі Вішну, в образі Вішну.

Ці санскритські назви вживаються також як терміни в мовознавстві.

### Займенники
Подібно до інших індоєвропейських мов, у санскриті відмінювання займенників відрізняється від відмінювання іменників. Для санскриту тут характерні такі особливості: Форма середнього роду зазвичай закінчується в називному, знахідному однини на -d, що за правилами сандгі переходить в -t (tat «цей»).
Давальний, аблатив і місцевий однини утворюють форми чоловічого та середнього роду за допомогою зв'язки -sm (tasmai devāya «цьому богові», tasmāt devāt «від цього бога», tasmin deve «у цього бога»).
У жіночому роді родовий, давальний, аблатив і місцевий однини утворюється за допомогою зв'язки -sy (tasyā devyāḥ «цієї богині», tasyai devyai «цій богині», tasyā devyāḥ «від цієї богині», tasyāṃ devyām «у цієї богині»).
Родовий множини закінчується на -sām або -ṣām (teṣāṃ devānām «цих богів»).
Вказівний займенник tad інколи вживається майже як артикль the в англійській мові.

### Дієслова
Дієслова в санскриті поділяються на кілька груп:
- на тематичні (у яких основа при словоутворенні додає інфікс, що закінчується на а) й атематичні (у яких не має а в інфіксі);
- на перехідні й неперехідні — за наявністю об'єкта дії (наприклад, «читати книгу» — об'єкт дії є, «жити» — об'єкта дії немає);
- за вигодоотримувачем: активний, парасмайпада (parasmaipada) — вигодоотримовач від дії — відрізняється від суб'єкта дії; атманепада (ātmanepada) — вигодоотримувач від дії — суб'єкт дії, убгаяпада (ubhayapada) — вигодоотримувачем може бути як суб'єкт дії, так і інший суб'єкт.[52]

У санскриті є такі способи дієслів: дійсний (індикатив), наказовий (імператив), бажальний (оптатив), прекатив, ін'юктив, кондиціоналіс, інфінітів.
Час (лише в індикативі): теперішній час, минулий (імперфект, аорист, перфект) та два різновиди майбутнього часу.
На Заході корені санскритських слів поділяються лінгвістикою на:
- відкриті й закриті;
- такі, які змінюються за трьома ступенями, і які не змінюються або змінюються лише за двома ступенями;

Граматика санскриту поділяє корені на:
- на анітові (an+iṭ=aniṭ «без і») й сетові (sa+iṭ=seṭ «з і») — за інфіксом і після кореня перед деякими суфіксами (що починаються з t) та особовими закінченнями дієслів;
- за способом відмінювання — на 10 класів (gaṇa).

Для утворення дієслова з кореня (і для подальшого його відмінювання) спершу формуються основи різних типів:
- основа презенса для утворення теперішнього часу, імперфекта та прикметників;
- основа майбутнього часу для майбутнього й кондиціоналісу та прикметників;
- основа аориста для утворення аориста;
- перфектні основи для утворення перфекта.

Дієслова мають три числа — однина (ekavacana), двоїна (dvivacana), множина (bahuvacana) — та
три особи в кожному числі: перша особа (prathamapuruṣa), друга особа (madhyamapuruṣa), третя особа (uttamapuruṣa). У традиційній граматиці санскриту перша особа, на відміну від української мови, — це «він, вона, воно» (або «вони» в множині), тоді як третя особа — це «я» або «ми».

### Синтаксис
А. А. Залізняк вирізняє два історичних стилі санскритського синтаксису: у ведійському та ранньому післяведійському санскриті переважають словосполучення, дієслівні речення, активні конструкції («синтаксичний стиль I»). Натомість у пізньому класичному санскриті домінують складні слова, іменні речення, пасивні конструкції («синтаксичний стиль II»). Синтаксичний стиль I є типовим прикладом флективної мови, як українська або латина. При синтаксичному стилі II санскрит наближається до інкорпоруючих мов на кшталт ескімоської.
У санскриті той самий зміст може бути виражений словосполученням або складним словом, наприклад: sarvair ābharaṇair bhūṣitā «прикрашена усіма коштовностями» = sarvābharaṇabhūṣitā.
Називне речення в теперішньому часі не потребує зв'язки: kārur ahaṃ, tato bhiṣak «я поет, тато — лікар».
Активна конструкція часто замінюється пасивною, наприклад: rājā mṛgaṃ hanti «цар вбиває оленя» = rājñā mṛgo hanyate «царем вбивається олень». Характерне вживання пасивної конструкції з герундивом.
Серед складних речень у санскриті переважають складносурядні. Частини речення найчастіше поєднані частками ca, vā, tu, hi, крім того широко поширеним є безсполучниковий зв'язок.

## Лексика
Головну частину лексичного складу санскриту становлять слова, успадковані із загальноіндоєвропейської мови або утворені з морфем індоєвропейського походження. Для ілюстрації нижче наведено деякі слова, що мають точні чи достатньо близькі етимологічні відповідності в українській мові. Наявність споріднених слів не є свідченням близькості санскриту саме до української мови, адже практично для всіх наведених санскритських слів є відповідники в інших індоєвропейських мовах.
Дієслова: as «бути» (asti = (він) є, santi = (вони) iснують), i «іти», kās «кашляти», kup «гніватися» (пор. кипіти), gar (gṝ) «співати» (пор. жрець), gar (gṝ) «ковтати, пожирати» (пор. жерти, горло), grabh, grah «хапати» (пор. грабувати), jīv «жити» (jīvati = живе), takṣ «тесати, будувати, створювати», tap «бути гарячим, теплим» (пор. тепло, топити), tras «боятися, тремтіти» (пор. трястися), dā «давати», dar (dṛ) «роздирати, розколювати» (пор. дерти), dhā «смоктати» (пор. доїти), nud «штовхати, спонукати» (пор. принуджувати), pac «пекти, варити» (пор. піч), pā «пити» (пор. pīti — «питво»), piṣ «товкти» (пор. пхати), puṣ «процвітати» (пор. пишний, пухнути), prach «просити», plu «плисти», budh «не спати, помічати» (пор. бадьорий, будити), bhī «боятися» (bhaya — «страх», пор. боязливий), manth «збовтувати, трясти» (пор. мутити), mar (mṛ) «вмирати» (пор. мруть), lip «мазати, ліпити», lih «лизати», ru «кричати, ревти» (ravati = реве), rud «плакати, ридати», lup «ламати, псувати, грабувати» (пор. лупити), lubh «жадати» (пор. любити), vah «везти», vā «віяти, дути», vid «знати, відати», vart (vṛt) «крутити» (пор. вертіти), śru «чути, слухати», sad «сидіти» (пор. осідати, садити), sīv (siv) «шити» (пор. шов, швачка), stan «гриміти» (пор. стогін), sthā «стояти», smi «посміхатися» (пор. сміятися), svap «спати», han «вбивати» (пор. гнати, гін).
Іменники.
Терміни спорідненості:
mātar «мати», bhrātar «брат», svāsar «сестра», sūnu «син», duhitar «дочка», jani, jāni «дружина» (пор. жона), vidhavā «вдова», śvaśura «свекор», śvaśrū «свекруха».
Частини тіла: nas, nāsā  «ніс», akṣi «око», bhrū «брова», jambha «зуб, ікло», oṣṭha «губа» (пор. вуста), grīvā «потилиця» (пор. грива), parśu «ребро» (пор. перси), majjan «кістковий мозок», antra «нутрощі», ūrṇā «вовна».
Тварини: avi, avikā «вівця», vṛika «вовк», udra «водяна тварина» (пор. видра), mūṣ, mūṣikā «миша, мишка», haṁsa «гусак», kṛmi «хробак».
Рослини та їхні частини: tṛṇa «трава, солома» (пор. терен), palāva «полова», bhūrja «береза», dāru «дрова» (пор. дерево), śaṅku «кілочок» (пор. сучок), valśa «гілка» (пор. волосся).
Нежива природа: sūrya «сонце», mās «місяць», agni «вогонь», ruc, ruci «світло» (пор. лучина), tamas «темрява», nabhas «хмара, туман, повітря, небо», megha «хмара» (пор. мжа), vāta «вітер», vāyu «вітер» (пор. суховій), gharma, ghṛiṇa «спека, жар» (пор. горіти, горнило), dhūma «дим», pāṁsu «пісок», aṅgāra «вугілля», rasa «сік», rasā «волога» (пор. роса), phena «піна», aśman «камінь», giri «гора», tala «поверхня» (пор. тло, дотла), panthan «шлях, путь», prastāra «рівнина, плеската поверхня» (пор. простір).
Час: dina «день», nakta «ніч», vasanta «весна», hemanta «зима».
Житло, побут, соціальні поняття: grāma «натовп, село, громада», dama «дім», dvāra «двері», yuga «ярмо» (пор. іго), grāvan «жорно»; madhu «мед», māṁsa «м'ясо», kravis, kravya «сире м'ясо» (пор. кров), yūṣ, yūṣa «суп, юшка»; śravas «слава», mīḍha «нагорода» (пор. мзда), tāyu «злодій» (пор. таїти).
Назви ознак: dakṣiṇa «правий» (пор. десниця), madhya «середній» (пор. межа, між); śveta «білий, світлий», rudhira «червоний» (пор. рудий), hari, hariṇa "жовтий, зеленуватий " (пор. зелений), babhru «коричневий» (пор. брунатний, бобер); dīrgha «довгий», laghu «легкий», tanu «тонкий», aṁhu «вузький», pūrṇa «повний», śuṣka «сухий», nagna «голий» (пор. нагий); pūrva «перший», nava «новий», sama «той самий»; jīva «живий», mṛta «мертвий», yuvan «юний, молодий».
Деякі санскритські слова запозичені із средньоїндійських мов, якими в давній Індії послуговувалися в щоденному спілкуванні, тобто в такій сфері, де не було прийнято застосовувати літературну мову — санскрит. У санскриті є також значна кількість запозичень з мов доіндоєвропейського населення Індії — дравідських і австроазійських. А. А. Залізняк наводить такі приклади з дравідських мов: кāла «темно-синій, чорний», mīna «риба», nīra «вода». Існує невелика кількість запозичень з іранських, семітських та давньогрецької мов.

### Запозичення в українській мові
Автори популярних книжок, які не є професійними етимологами, наводять численні приклади давньоіндійських слів, начебто запозичених в українську мову: ситець, камфора, його, свастика, війна, золото, майдан, мерщій, нива, прапор, причастя, чари, шабля, воля, небеса, тато, хата. Проте етимологічні словники не підтверджують прямого запозичення з санскриту. Більшість цих слів справді індоєвропейського походження, але потрапили в українську мову через посередництво низки інших мов. Водночас споріднені лексеми трапляються й у інших давніх та сучасних мовах. Енциклопедія «Українська мова» згадує лише про запозичення із санскриту назв реалій, таких як йога, раджа, рупія.

### Науково-популярні видання
- Степан Наливайко. Таємниці розкриває санскрит. Київ: Просвіта, 2000.
- Кобилюх В. О. 167 синонімічних назв землі у санскриті. Т.: Мандрівець, 2009.

### Вступні курси
- В. А. Кочергина. Начальный курс санскрита. — Москва: Издательство АН СССР, 1956.
- Бурба Д. В. Практична транскрипція санскритських власних назв та термінів в українській мові // Східний світ, 2018, № 1.
- Cameron, Bruce (1992), Sanskrit Pronunciation, S.l.: Theosophical Univ Press, ISBN 1-55700-021-2
- Coulson, M. (2003), Teach Yourself Sanskrit, London: Teach Yourself, ISBN 0-340-85990-3
- Goldman, Robert P. (1999), Devavāṇīpraveśikā: An Introduction to the Sanskrit Language, Berkeley: Center for South Asia Studies, University of California, ISBN 0-944613-40-3
- Kale, M. R. (Moreshwar Ramchandra) (1988) [1894], A Higher Sanskrit Grammar, Delhi: Motilal Banarsidass, ISBN 8120801784
- Macdonell, Arthur Anthony (1997), A Sanskrit Grammar for Students, New Delhi: D.K. Printworld, ISBN 81-246-0094-5
- Maurer, Walter Harding (2000), The Sanskrit Language: An Introductory Grammar and Reader, Richmond, Surrey: Curzon Press, ISBN 0-7007-1382-4
- Seth, Sanjay (2007), Subject Lessons: The Western Education of Colonial India, Duke University Press
- Shastri, Vagish (2000), Conversational Sanskrit, Varanasi: Vāgyoga Chetanāpitham, ISBN 81-85570-12-4
- Monier-Williams, Monier (1846), A Practical Grammar Of The Sanskrit Language Arranged With Reference To The Classical Languages Of Europe For The Use Of English Students, W. H. Allen & co.

### Підручники
- Franz Bopp. Ausführliches Lehrgebäude der Sanskrita-Sprache. Berlin 1827 (Онлайн)
- Georg Bühler. Leitfaden für den Elementarkursus des Sanskrit. 2. Auflage. Wien 1927 (Передрук: Wissenschaftliche Buchgesellschaft, Darmstadt 1988, ISBN 3-534-04102-X)
- J. Gonda. Manuel de Grammaire élémentaire de la langue Sanskrite. Traduit de la quatrième édition en langue allemande par Rosane Rocher. E.J. Brill, Leiden et Adrien Maisonneuve, Paris 1966.
- Wolfgang Morgenroth. Lehrbuch des Sanskrit. Grammatik, Lektionen, Glossar. Verlag Enzyklopädie, Leipzig 1973.

### Граматики
- Whitney, William Dwight. The Roots, Verb-Forms and Primary Derivatives of the Sanskrit Language: (A Supplement to His Sanskrit Grammar)
- Wackernagel, Debrunner. Altindische Grammatik, Göttingen.
  - vol. I. Phonology Jacob Wackernagel (1896)
  - vol. II.1. Introduction to morphology, nominal composition, Wackernagel (1905)
  - vol. II.2. nominal suffixes, J. Wackernagel and Albert Debrunner (1954)
  - vol. III. nominal inflection, numerals, pronouns, Wackernagel and Debrunner (1930)
- Delbrück, B. Altindische Tempuslehre (1876)
- Berthold Delbrück. Altindische Syntax. Halle 1888 (Передрук: Wissenschaftliche Buchgesellschaft, Darmstadt 1988, ISBN 3-534-04105-4)
- Manfred Mayrhofer. Sanskrit-Grammatik mit sprachvergleichenden Erläuterungen. Walter de Gruyter, Berlin 1978, ISBN 978-3-11-007177-1
- Franz Kielhorn. Grammatik der Sanskrit-Sprache. Dümmler, Berlin 1888 (Це видання 1888 доступне як PDF за адресою: Sanskritweb)

### Словники
- Otto Böhtlingk, Rudolph Roth. Petersburger Wörterbuch, 7 vols., 1855–75.
- Otto Böhtlingk. Sanskrit Wörterbuch in kürzerer Fassung 1883–86 (1998 репринт, Motilal Banarsidass, Delhi)
- Manfred Mayrhofer. Kurzgefasstes etymologisches Wörterbuch des Altindischen, 1956–76.
- Manfred Mayrhofer. Etymologisches Wörterbuch des Altindoarischen, 3 vols., 2001, ISBN 3-8253-1477-4
- Klaus Mylius. Sanskrit — Deutsch, Deutsch — Sankrit. Wörterbuch. Harrassowitz, Wiesbaden, 2005, ISBN 3-447-05143-4
- Кочергина, Вера Александровна. Санскритско- русский словарь: около 30 000 слов / В. А. Кочергина; ред. В. И. Кальянов. — 3 изд., испр. и доп. М.: Филология, 1996.